# Bad Brambach

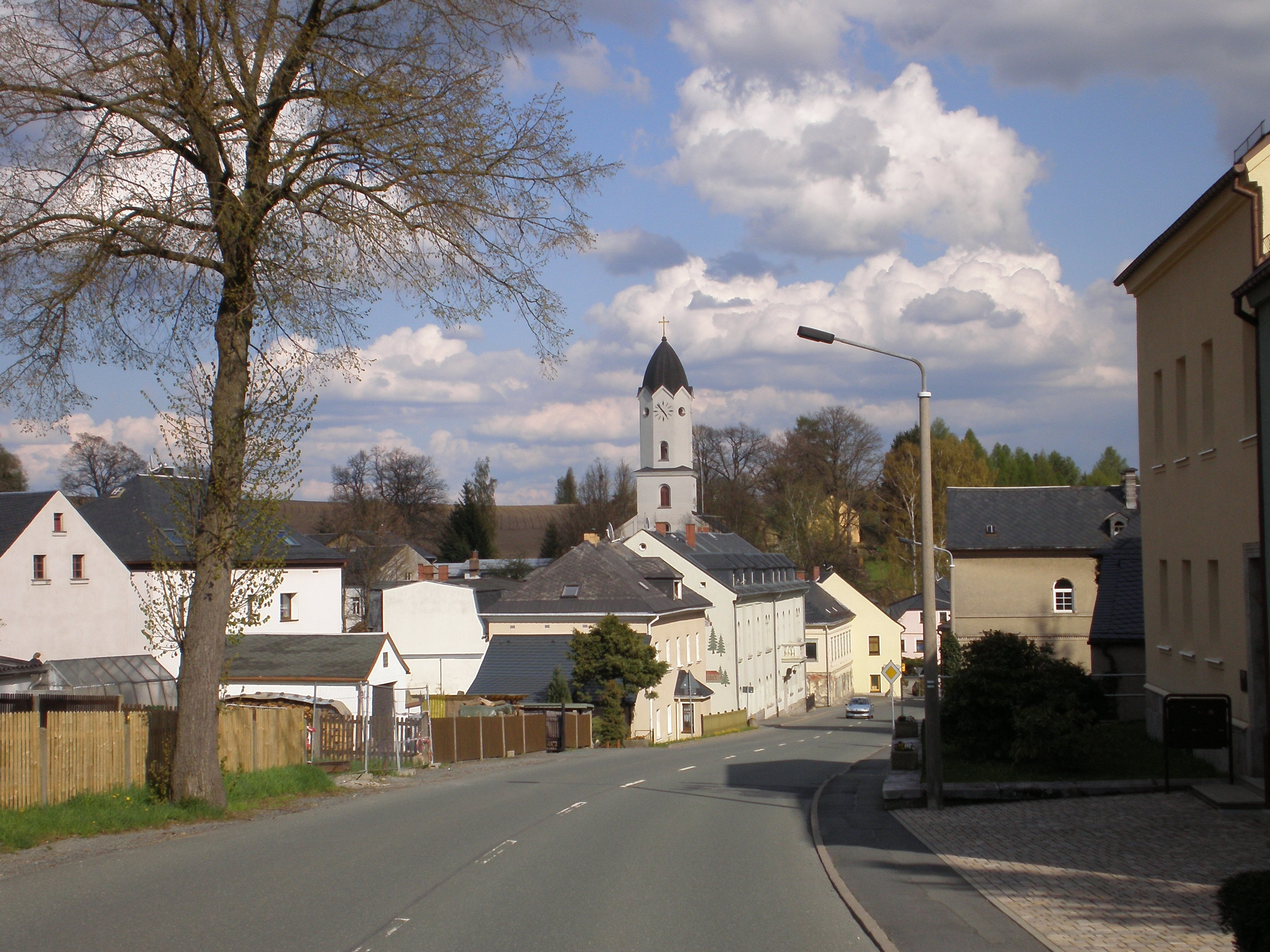
Blick auf Bad Brambach

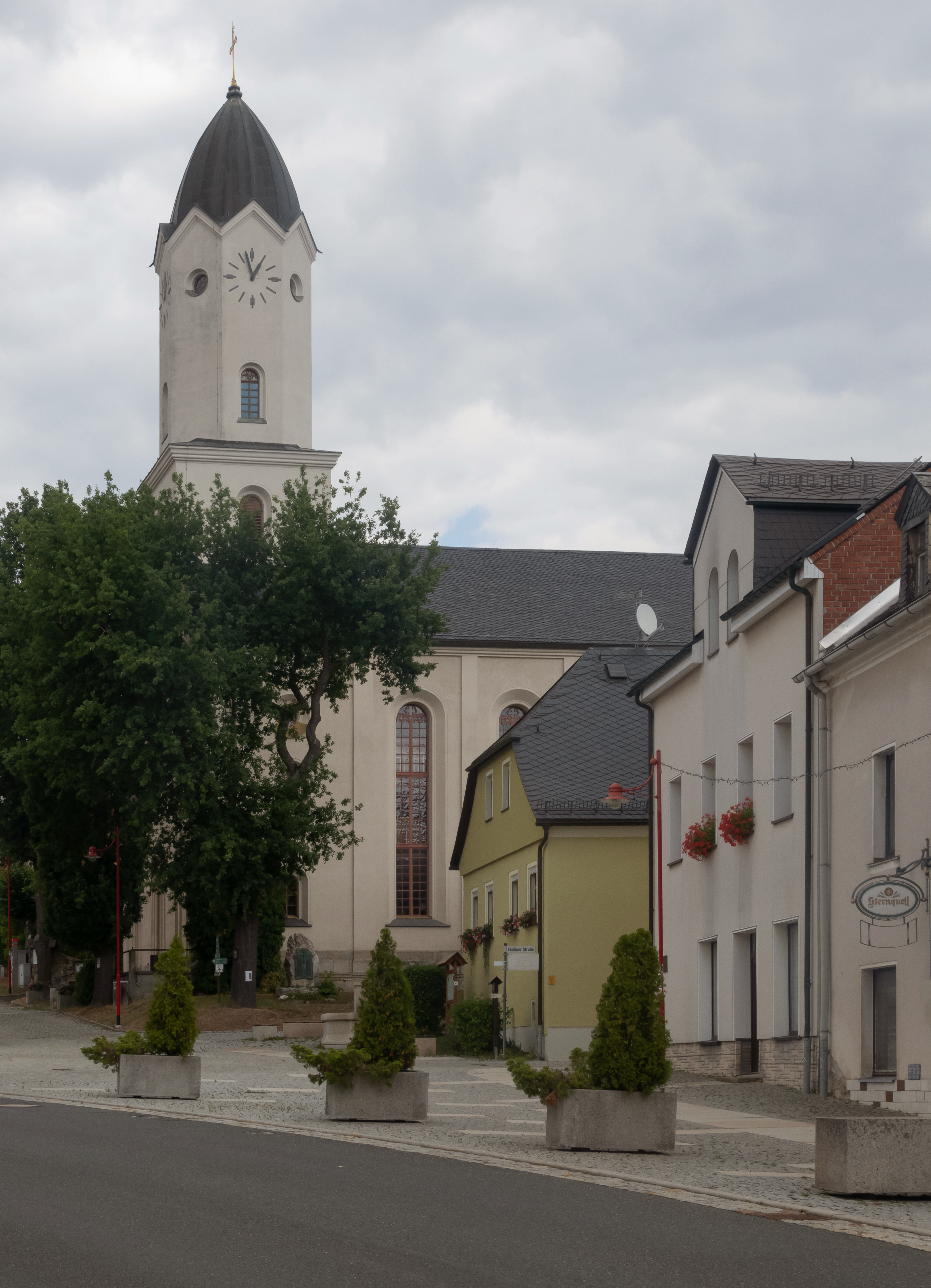
Ev. Michaeliskirche

Bad Brambach (bis 1922 Brambach, 1933–1963 Radiumbad Brambach, vogtländisch Brambich) ist ein staatlich anerkannter Kurort im Vogtlandkreis und die südlichste Gemeinde Sachsens. Die Gemeinde ist seit Anfang des 20. Jahrhunderts bekannt für die Wettinquelle, die als „stärkste Radonquelle der Welt“ beworben wird und bildet mit Bad Elster die Sächsischen Staatsbäder. Sie gehört zum vogtländischen Musikwinkel.

## Geografie

### Lage
Bad Brambach gehört zum Oberen Vogtland und grenzt im Westen, Süden und Osten an Tschechien. Der Kurort liegt in einer von West nach Ost ausgerichteten Quermulde am Röthenbach, der im Ort seinen Namen in Fleißenbach ändert. Die Gemeinde ist Teil der grenzüberschreitenden Mikroregion Freunde im Herzen Europas. Plauen, die größte Stadt des sächsischen Vogtlandes, befindet sich 39 Kilometer nördlich von Bad Brambach.
| Stadt Bad Elster im Vogtlandkreis             |                                             | Stadt Markneukirchen im Vogtlandkreis            |
|                                               | Kompassrose, die auf Nachbargemeinden zeigt | Stadt Schönbach und Stadt Fleißen im Bezirk Eger |
| Gemeinde Haslau und Stadt Asch im Bezirk Eger | Gemeinde Voitersreuth im Bezirk Eger        | Stadt Wildstein im Bezirk Eger                   |

### Ortsteile
Zum Gemeindegebiet von Bad Brambach gehören die Ortsteile:
- Bad Brambach mit Röthenbach
- Bärendorf
- Gürth
- Hohendorf
- Oberbrambach mit Frauengrün und Kleedorf
- Raun
- Raunergrund
- Rohrbach mit Hennebach
- Schönberg

## Geschichte
Das Rittergeschlecht de Brantbuch wurde 1154, der Ort Brambuch 1307 erstmals genannt. Die Veste des Ortes wurde 1372 erwähnt. Brambach war später lange Zeit in Besitz der Grundherrenfamilien von Zedtwitz und von Schirnding und als Sitz eines Leutpriesters kirchlicher Mittelpunkt der Umgebung. Der Ort unterstand dem Dekanat des Bistums Regensburg.
Am 11. September 1842 fielen die Kirche und 28 bäuerliche Häuser mit zugehörigen Wirtschaftsgebäuden einem Großbrand zum Opfer. Beim Wiederaufbau trug man bei der Anlage der neuen Gebäude dem Strukturwandel Rechnung, der mit dem Einzug der Musikinstrumentenmacherei einherging, so dass überwiegend Werkstatthäuser errichtet wurden. Brambach und seine heutigen Ortsteile gehörten bis ins 19. Jahrhundert zum Amt Voigtsberg.
1812 untersuchte der Freiberger Montanist Wilhelm August Lampadius den „Sauerbrunnen von Unterbrambach“, die alte Gemeindequelle. Um 1890 nahm der Landwirt Christian Schüller unter dem Namen Schüllerquelle den Mineralwasserversand aus einer 1860 von seinem Vater erkundeten und wieder zugeschütteten, im Röthenbachtal liegenden Quelle auf. Ein Pächter der damaligen Gemeindequelle verkaufte ihr Wasser hingegen unter dem Namen Schillerquelle. Weitere gefundene Quellaustritte trugen zu einer erhöhten Mineralwassererzeugung bei. Schon vor diesen gewerblichen Nutzungen waren Quellaustritte in der Wiesenebene des Röthenbachs bekannt und durch die Anwohner in Nutzung.
1912 wurden bereits über zwei Millionen Flaschen Sprudel produziert. Der später daraus entstandene VEB Brambacher Sprudel wurde größter Mineralwasserlieferant des Oberen Vogtlandes.
Im Jahr 1911 wurde die spätere Wettinquelle entdeckt, die als stärkste „Radiummineralquelle“ der Welt bezeichnet wurde, worauf 1912 der Kurbetrieb im Kurpark Bad Brambach mit Radonbalneologie (Radonbäder, zeitgenössisch als radioaktive Mineralbäder bezeichnet) einsetzte. Die Gemeinde erhielt 1922 den Titel Bad Brambach (von 1933 bis 1963 Radiumbad Brambach). Es entstanden in der Folge zahlreiche Kureinrichtungen. Durch Beschluss des Königlich Sächsischen Ministerium des Innern in Dresden vom 15. Dezember 1914 wurde die Wettinquelle als Heilquelle erklärt. Nach 1945 diente Bad Brambach der Sowjetarmee als Sanatorium. 1949 wurden wieder Patienten der Sozialversicherungen aufgenommen und 1957 das gesamte Bad den Behörden der DDR übergeben, die die Gebäude modernisierten. 1961 wurde das Kurgelände mit 40.000 Bäumen aufgeforstet.
Seit der politischen Wende 1989/90 hat Bad Brambach seine Weiterentwicklung zu einem ländlichen Heilbad vorangetrieben. Zahlreiche kommunale und private Investitionen sowie Bauvorhaben der Sächsischen Staatsbäder GmbH (insbesondere auch im Bereich des Kurparks) haben das Ortsbild mitgeprägt. Dazu gehören die Bade- und Saunalandschaft AQUADON, die sanierte Festhalle und das sanierte zentrale Quellengebäude, der Neubau der Ebel-Fachklinik, das zu einer Seniorenresidenz umgebaute und sanierte ehemalige Kurheim des RDB (in der DDR Kurheim Julius-Fučík-Haus) sowie mehrere Beherbergungseinrichtungen.
Die Mineralwasserproduktion wurde mit dem Neubau des Betriebsgebäudes der Bad Brambacher Mineralquellen GmbH & Co. Betriebs KG fortgesetzt und ausgebaut. Das Unternehmen ist einer der größten Arbeitgeber im Ort und unterstützt zahlreiche Vereine.

### Eingemeindungen
| Ehemalige Gemeinde         | Datum                      | Anmerkung                                                                   |
| -------------------------- | -------------------------- | --------------------------------------------------------------------------- |
| Bärendorf                  | 1. Juli 1950               | Eingemeindung nach Hohendorf                                                |
| Frauengrün                 | vor 1880 29. November 1937 | Eingemeindung nach Brambach (Unterbrambach), Umgliederung nach Oberbrambach |
| Gürth                      | 1. Juli 1950               | Eingemeindung nach Raun                                                     |
| Hennebach                  | vor 1880                   | Eingemeindung nach Rohrbach                                                 |
| Hohendorf                  | 1. Januar 1974             |                                                                             |
| Kleedorf                   | vor 1880 29. November 1937 | Eingemeindung nach Raun, Umgliederung nach Oberbrambach                     |
| Oberbrambach               | 1. Januar 1972             |                                                                             |
| Raun                       | 1. Januar 1994             |                                                                             |
| Raunergrund                | 1. Januar 1883             | Eingemeindung nach Raun                                                     |
| Röthenbach                 | vor 1880                   |                                                                             |
| Rohrbach                   | 1. Januar 1972             |                                                                             |
| Schönberg (mit Bärenteich) | 1. März 1994               |                                                                             |

### Einwohnerentwicklung
Entwicklung der Einwohnerzahl (31. Dezember):
| Jahr | Einwohner |
| ---- | --------- |
| 1583 | 39        |
| 1764 | 69        |
| 1871 | 1.502     |
| 1890 | 1.527     |
| 1910 | 1.975     |
| 1925 | 2.226     |
| 1939 | 2.331     |
| 1946 | 2.706     |
| 1950 | 2.647     |
| 1964 | 2.135     |

| Jahr | Einwohner |
| ---- | --------- |
| 1971 | 2.122     |
| 1998 | 2.396     |
| 1999 | 2.421     |
| 2000 | 2.425     |
| 2001 | 2.416     |
| 2002 | 2.368     |
| 2003 | 2.326     |
| 2004 | 2.260     |
| 2007 | 2.139     |
| 2008 | 2.109     |

| Jahr | Einwohner |
| ---- | --------- |
| 2011 | 2.091     |
| 2012 | 2.024     |
| 2013 | 1.989     |
| 2014 | 1.991     |
| 2016 | 1.919     |
| 2018 | 1.859     |
| 2019 | 1.833     |
| 2020 | 1.807     |
| 2021 | 1.729     |

Datenquelle: Digitales Historisches Ortsverzeichnis von Sachsen (bis 1964), ab 1998: Statistisches Landesamt Sachsen; Zensus 2011 zum 9. Mai,

## Politik

### Gemeinderat
Die letzte Gemeinderatswahl fand am 9. Juni 2024 statt. Die Ergebnisse können den nebenstehenden Diagrammen entnommen werden.
| Gemeinderat ab 2024Insgesamt 12 Sitze - ZfBB: 2 - FDP: 1 - CDU: 7 - DG-Raun/Gürth: 1 - DG Schönberg: 1 | Partei                           | 2024   | 2024   | 2019   | 2019   | 2014   | 2014   | Gemeinderatswahl 2024Wahlbeteiligung: 71,1 % (2019: 70,5 %) %6050403020100 56,7 % (+28,7 %p)17,1 % (+0,5 %p)10,4 % (+1,4 %p)9,4 % (n. k. %p)6,5 % (−1,6 %p) CDUZfBBFDPDG SchönbergDG Raun/Gürth20192024 |
| Gemeinderat ab 2024Insgesamt 12 Sitze - ZfBB: 2 - FDP: 1 - CDU: 7 - DG-Raun/Gürth: 1 - DG Schönberg: 1 | Partei                           | in %   | Sitze  | in %   | Sitze  | in %   | Sitze  | Gemeinderatswahl 2024Wahlbeteiligung: 71,1 % (2019: 70,5 %) %6050403020100 56,7 % (+28,7 %p)17,1 % (+0,5 %p)10,4 % (+1,4 %p)9,4 % (n. k. %p)6,5 % (−1,6 %p) CDUZfBBFDPDG SchönbergDG Raun/Gürth20192024 |
| Gemeinderat ab 2024Insgesamt 12 Sitze - ZfBB: 2 - FDP: 1 - CDU: 7 - DG-Raun/Gürth: 1 - DG Schönberg: 1 | CDU                              | 56,7   | 7      | 28,0   | 3      | 74,3   | 11     | Gemeinderatswahl 2024Wahlbeteiligung: 71,1 % (2019: 70,5 %) %6050403020100 56,7 % (+28,7 %p)17,1 % (+0,5 %p)10,4 % (+1,4 %p)9,4 % (n. k. %p)6,5 % (−1,6 %p) CDUZfBBFDPDG SchönbergDG Raun/Gürth20192024 |
| Gemeinderat ab 2024Insgesamt 12 Sitze - ZfBB: 2 - FDP: 1 - CDU: 7 - DG-Raun/Gürth: 1 - DG Schönberg: 1 | Zukunft für BB (ZfBB)            | 17,1   | 2      | 16,6   | 2      | -      | -      | Gemeinderatswahl 2024Wahlbeteiligung: 71,1 % (2019: 70,5 %) %6050403020100 56,7 % (+28,7 %p)17,1 % (+0,5 %p)10,4 % (+1,4 %p)9,4 % (n. k. %p)6,5 % (−1,6 %p) CDUZfBBFDPDG SchönbergDG Raun/Gürth20192024 |
| Gemeinderat ab 2024Insgesamt 12 Sitze - ZfBB: 2 - FDP: 1 - CDU: 7 - DG-Raun/Gürth: 1 - DG Schönberg: 1 | FDP                              | 10,4   | 1      | 9,0    | 1      | -      | -      | Gemeinderatswahl 2024Wahlbeteiligung: 71,1 % (2019: 70,5 %) %6050403020100 56,7 % (+28,7 %p)17,1 % (+0,5 %p)10,4 % (+1,4 %p)9,4 % (n. k. %p)6,5 % (−1,6 %p) CDUZfBBFDPDG SchönbergDG Raun/Gürth20192024 |
| Gemeinderat ab 2024Insgesamt 12 Sitze - ZfBB: 2 - FDP: 1 - CDU: 7 - DG-Raun/Gürth: 1 - DG Schönberg: 1 | Dorfgemeinschaft Schönberg       | 9,4    | 1      | -      | -      | -      | -      | Gemeinderatswahl 2024Wahlbeteiligung: 71,1 % (2019: 70,5 %) %6050403020100 56,7 % (+28,7 %p)17,1 % (+0,5 %p)10,4 % (+1,4 %p)9,4 % (n. k. %p)6,5 % (−1,6 %p) CDUZfBBFDPDG SchönbergDG Raun/Gürth20192024 |
| Gemeinderat ab 2024Insgesamt 12 Sitze - ZfBB: 2 - FDP: 1 - CDU: 7 - DG-Raun/Gürth: 1 - DG Schönberg: 1 | Dorfgemeinschaft Raun/Gürth      | 6,5    | 1      | 8,1    | 1      | -      | -      | Gemeinderatswahl 2024Wahlbeteiligung: 71,1 % (2019: 70,5 %) %6050403020100 56,7 % (+28,7 %p)17,1 % (+0,5 %p)10,4 % (+1,4 %p)9,4 % (n. k. %p)6,5 % (−1,6 %p) CDUZfBBFDPDG SchönbergDG Raun/Gürth20192024 |
| Gemeinderat ab 2024Insgesamt 12 Sitze - ZfBB: 2 - FDP: 1 - CDU: 7 - DG-Raun/Gürth: 1 - DG Schönberg: 1 | Freie Wähler Bad Bramnach        | -      | -      | 35,7   | 5      | -      | -      | Gemeinderatswahl 2024Wahlbeteiligung: 71,1 % (2019: 70,5 %) %6050403020100 56,7 % (+28,7 %p)17,1 % (+0,5 %p)10,4 % (+1,4 %p)9,4 % (n. k. %p)6,5 % (−1,6 %p) CDUZfBBFDPDG SchönbergDG Raun/Gürth20192024 |
| Gemeinderat ab 2024Insgesamt 12 Sitze - ZfBB: 2 - FDP: 1 - CDU: 7 - DG-Raun/Gürth: 1 - DG Schönberg: 1 | Jugend und Sportler Bad Brambach | -      | -      | 2,7    | 0      | -      | -      | Gemeinderatswahl 2024Wahlbeteiligung: 71,1 % (2019: 70,5 %) %6050403020100 56,7 % (+28,7 %p)17,1 % (+0,5 %p)10,4 % (+1,4 %p)9,4 % (n. k. %p)6,5 % (−1,6 %p) CDUZfBBFDPDG SchönbergDG Raun/Gürth20192024 |
| Gemeinderat ab 2024Insgesamt 12 Sitze - ZfBB: 2 - FDP: 1 - CDU: 7 - DG-Raun/Gürth: 1 - DG Schönberg: 1 | SPD                              | -      | -      | -      | -      | 25,7   | 3      | Gemeinderatswahl 2024Wahlbeteiligung: 71,1 % (2019: 70,5 %) %6050403020100 56,7 % (+28,7 %p)17,1 % (+0,5 %p)10,4 % (+1,4 %p)9,4 % (n. k. %p)6,5 % (−1,6 %p) CDUZfBBFDPDG SchönbergDG Raun/Gürth20192024 |
| Gemeinderat ab 2024Insgesamt 12 Sitze - ZfBB: 2 - FDP: 1 - CDU: 7 - DG-Raun/Gürth: 1 - DG Schönberg: 1 | Wahlbeteiligung                  | 71,1 % | 71,1 % | 70,5 % | 70,5 % | 33,4 % | 33,4 % | Gemeinderatswahl 2024Wahlbeteiligung: 71,1 % (2019: 70,5 %) %6050403020100 56,7 % (+28,7 %p)17,1 % (+0,5 %p)10,4 % (+1,4 %p)9,4 % (n. k. %p)6,5 % (−1,6 %p) CDUZfBBFDPDG SchönbergDG Raun/Gürth20192024 |

### Bürgermeister
Als Bürgermeister der Gemeinde wirkte bis 2018 Helmut Wolfram (CDU). Er wurde im Juni 2015 wiedergewählt.
Im September 2018 wurde Maik Schüller (parteilos) zum neuen Bürgermeister von Bad Brambach gewählt. Der Gemeinderat bestellte im März 2023 Torsten Schnurre (FDP) zum Amtsverweser.
| Wahl | Bürgermeister                                   | Vorschlag                                       | Wahlergebnis (in %)                             |
| ---- | ----------------------------------------------- | ----------------------------------------------- | ----------------------------------------------- |
| 2025 | Wahl am 28. September (und ggf. am 26. Oktober) | Wahl am 28. September (und ggf. am 26. Oktober) | Wahl am 28. September (und ggf. am 26. Oktober) |
| 2018 | Maik Schüller                                   | Schüller                                        | 51,5                                            |
| 2015 | Helmut Wolfram                                  | CDU                                             | 87,8                                            |
| 2008 | Helmut Wolfram                                  | CDU                                             | 98,9                                            |
| 2001 | Helmut Wolfram                                  | CDU                                             | 80,1                                            |

## Verkehr und Wirtschaft
Bad Brambach ist für seine Radonmineralquellen bekannt und verfügt über insgesamt sechs Quellen für Bade- und Trinkkuren. Im Kurort befindet sich ein Standort der Dr. Ebel Fachkliniken GmbH, welche die Klinik Bad Brambach als Rehabilitationsklinik für Rheumatologie, Orthopädie und Kardiologie 1991 übernommen hat. Im Jahr 1994 wurde ein Neubau der Klinik fertiggestellt.
Der Ort liegt an der B 92 bzw. E 49, die südwärts direkt nach Tschechien führt. Der Bahnhof Bad Brambach und ein Bedarfshalt im Ortsteil Raun liegen beide an der Bahnstrecke Plauen–Cheb. Mit dem Bau einer im Jahr 2001 eröffneten Ortsumgehung wurde der Ort vom Verkehr in das benachbarte Tschechien (Grenzübergang Schönberg-Vojtanov) entlastet.
Bad Brambach wird im vertakteten ÖPNV des Verkehrsverbunds Vogtland von folgenden RufBus-Linien bedient:
Stand: 13. Februar 2022
| Linie | Endpunkte                | Verlauf                                             | Takt    | Verkehrsunternehmen     |
| ----- | ------------------------ | --------------------------------------------------- | ------- | ----------------------- |
| 34    | Ringbus Bad Brambach     | Bahnhof – Festhalle – Klinik – Kirchplatz – Bahnhof | 60 min  | Plauener Omnibusbetrieb |
| 35    | Bad Brambach ↔ Schönberg | Hohendorf – Bärendorf                               | 120 min | Plauener Omnibusbetrieb |
| 36    | Bad Brambach ↔ Gürth     | Oberbrambach – Rohrbach – Raun                      | 120 min | Plauener Omnibusbetrieb |

## Kultur und Sehenswürdigkeiten
Der Ort ist besonders durch seinen seit 1912 existierenden Kurpark mit den radioaktiven Quellen bekannt geworden.
In Bad Brambach gibt es ein Heimatmuseum, das durch einen örtlichen Verein geführt wird.

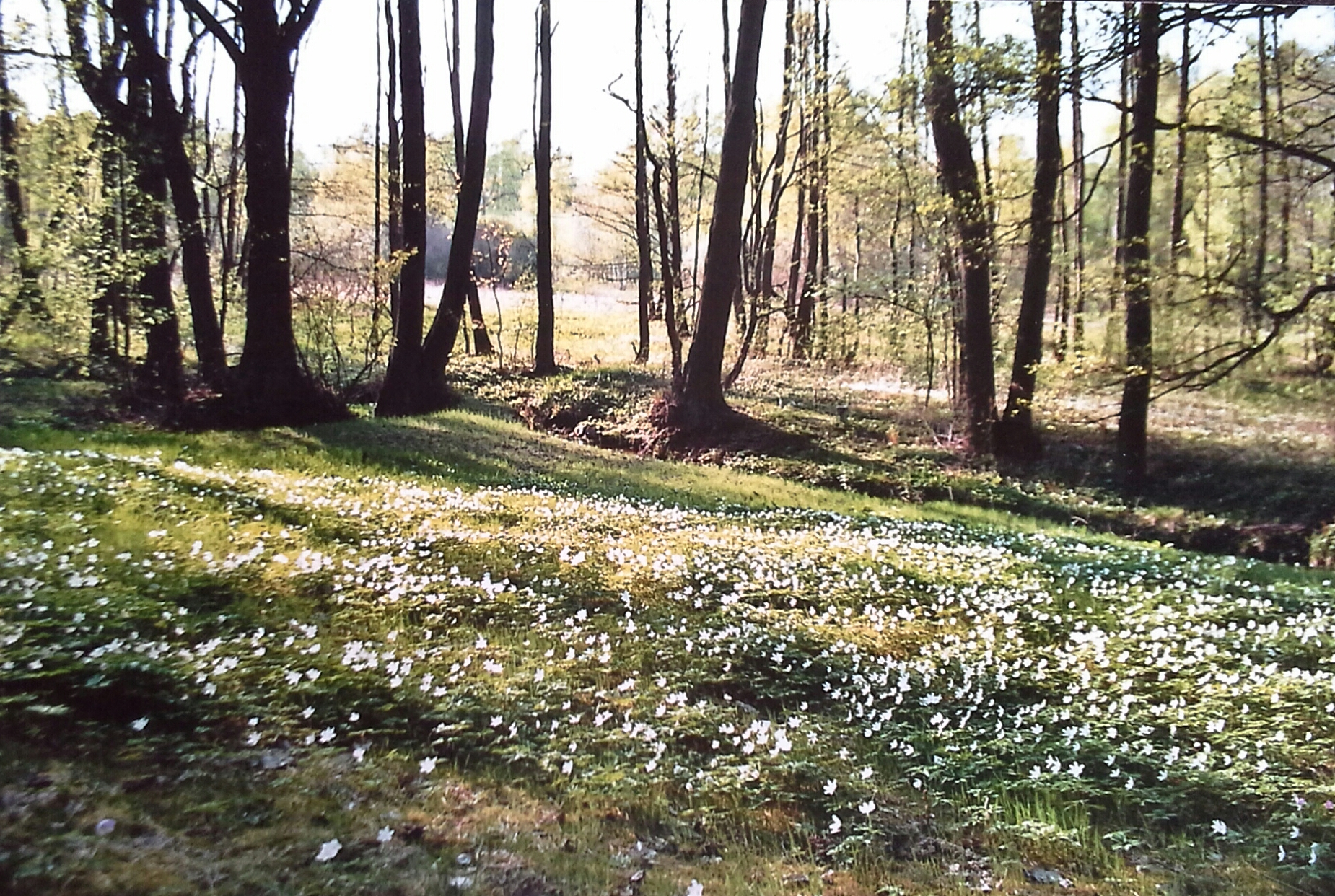
Frühling am Röthenbach

### Naturschutz
- Siehe auch: Liste der Naturdenkmale in Bad Brambach

Im Ortsteil Raunergrund informiert eine Naturschutzstation zur Flussperlmuschel über ihre kulturhistorische Nutzung sowie aktuelle Schutzbemühungen. Von hier führt der etwa zwei Kilometer lange Lehrpfad Flussperlmuschel in den benachbarten Ort Sohl. Zudem befindet sich hier auch eine Zuchtstation im Rahmen eines Artenschutzprojektes, das Teil des Projekts „ArKoNaVera“ (Artenschutzkonzept für die nationalen Verantwortungsarten) ist.

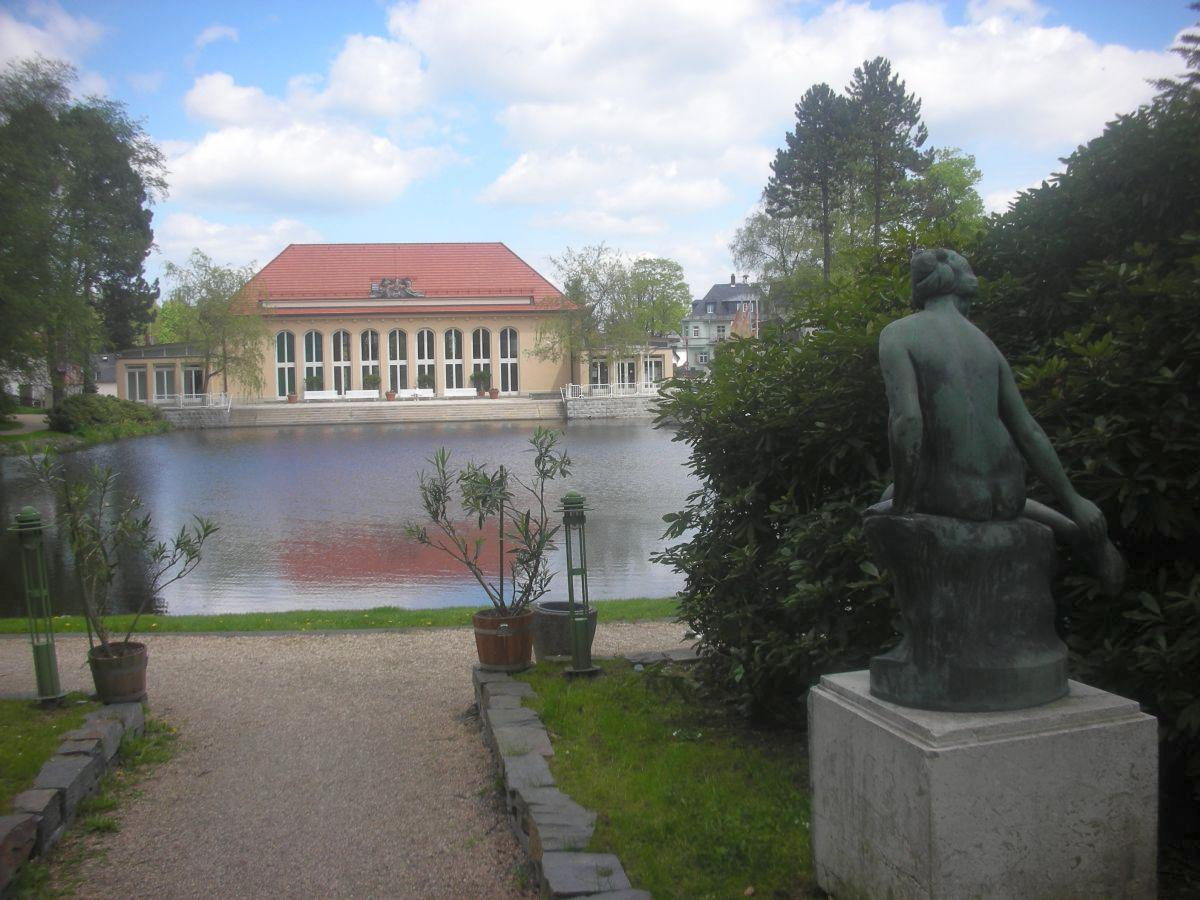
Festhalle im Kurpark
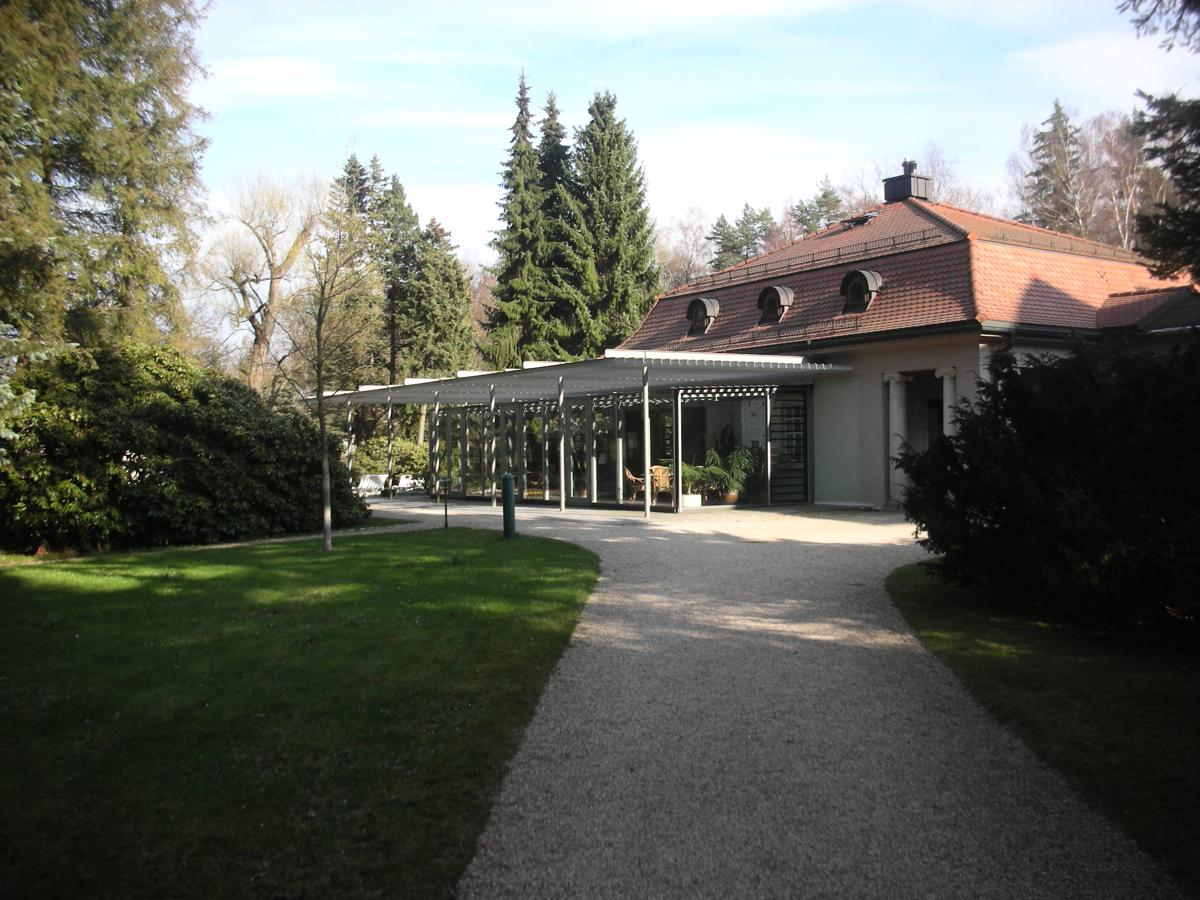
Gebäude der Wettinquelle im Kurpark
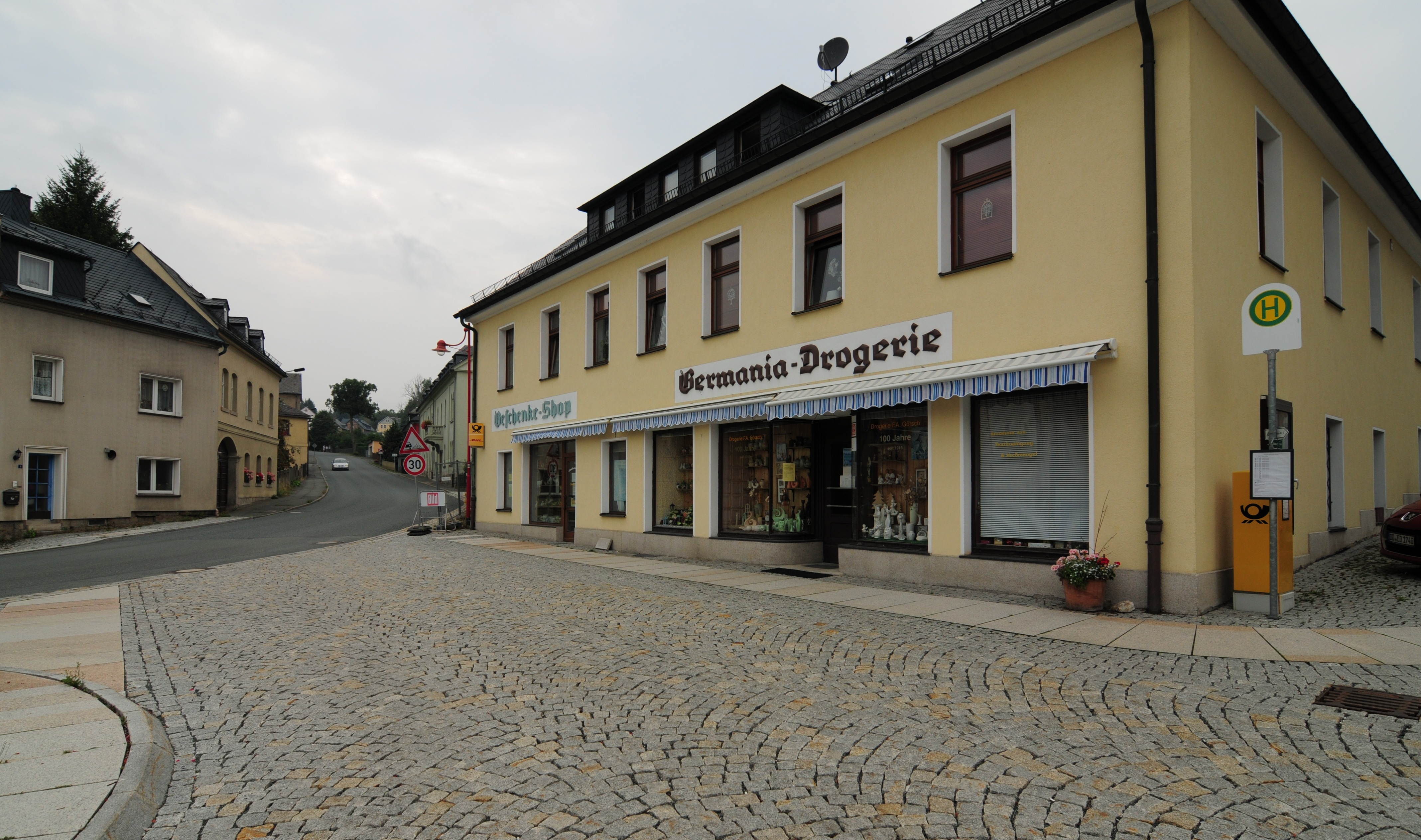
Marktplatz, Nordseite (ehem. sächsisch-böhmisches Zollamt, später Drogerie)
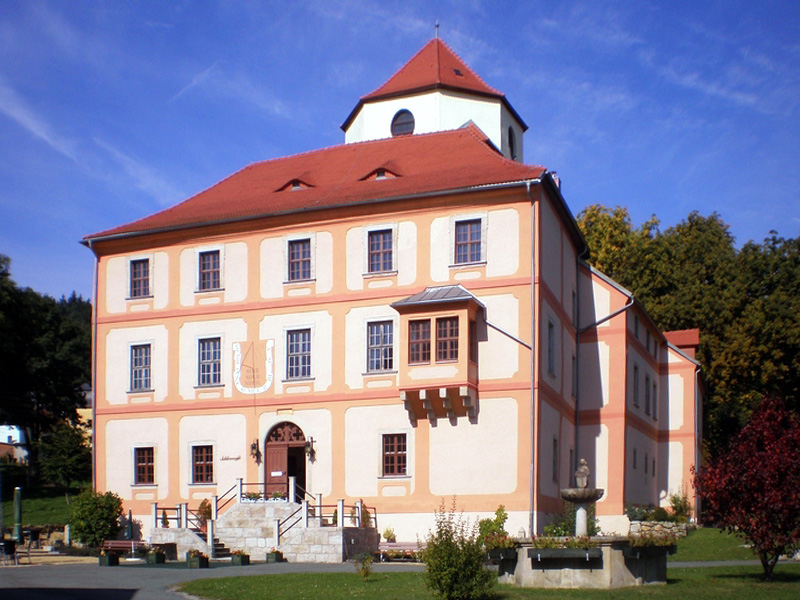
Schloss Schönberg
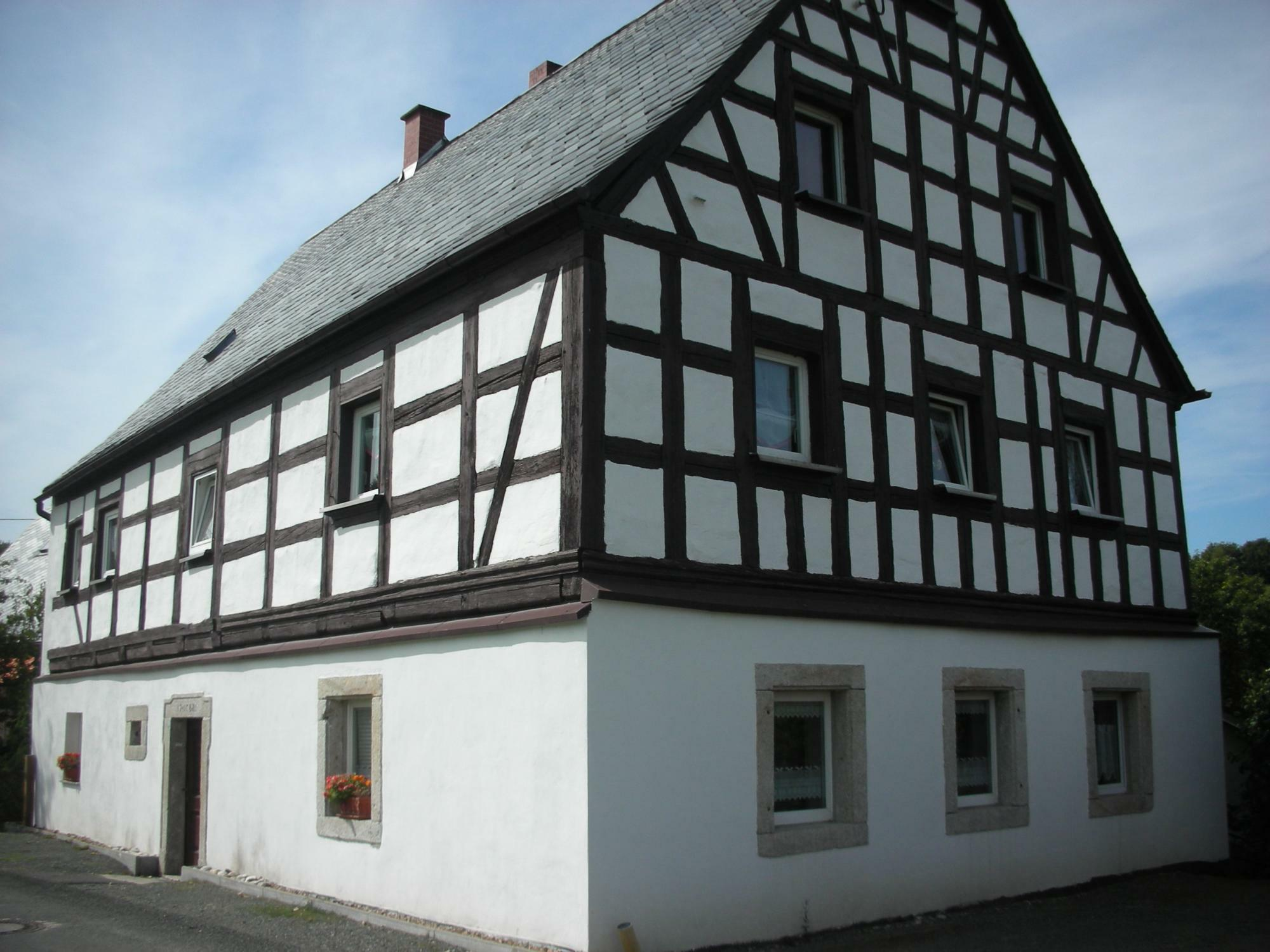
Fachwerkhaus

## Sport und Freizeit
Der SSV Bad Brambach ist der führende Sportverein im Ort. Seine Entstehung geht in die 1950er zurück. Damals wurde als Betriebssportgemeinschaft zunächst die BSG Brambacher Sprudel, ab 1952 dann die BSG Empor Bad Brambach gegründet. Nach der Wende löste sich die BSG Empor auf und die SSV Bad Brambach wurde dafür gegründet.
In Bad Brambach gab es drei Skisprungschanzen. Die größte war die Wachtbergschanze. Zudem existierten die Adolf-Hayer-Schanze und die Pionierschanze.

## Persönlichkeiten der Gemeinde Bad Brambach

### Ehrenbürger
- Wilhelm Sonntag, Sanitätsrat, Badearzt
- Gustav Ploß (1930–2021), Musiker, Dirigent und Komponist[22]
- Josef Jobst (* 1938), Musiker, Dirigent und Komponist[23]

### Söhne und Töchter der Gemeinde
- Bernhard Dinter (1825–unbekannt), Klassischer Philologe und Lehrer
- Max Rothe (1874–1942), erzgebirgischer Mundartdichter
- Walter Feiler (1906–1989), Geigenbaumeister, Silbermedaille für eine Bratsche 1959 in Ascoli Picena
- Siegfried Steiger (1929–2022, geboren im Ortsteil Schönberg), Architekt, Pionier des deutschen Rettungswesens, Stifter der Björn Steiger Stiftung[24]